# شعار لبنان
شعار لبنان، مكون من درع أحمر وخط مستطيلي أبيض مائل عليه علامة الأرز. وهو شبيه بعلم لبنان، مع اختلاف وجود الخط الأبيض مائل في الشعار.